# Фрка на венчању
Фрка на венчању (енгл. Mike and Dave Need Wedding Dates) америчка је романтична комедија из 2016. године. Режију потписује Џејк Шимански, по сценарију Ендруа Џеја Коена и Брендана О’Брајена. Зак Ефрон и Адам Девајн глуме два брата који постављају оглас у потрази за пратиљама на венчање своје сестре, на који се одазивају две девојке које глуме Ана Кендрик и Обри Плаза.
Премијерно је приказан 30. јуна 2016. године у Лос Анђелесу, док је 8. јула пуштен у биоскопе у Сједињеним Америчким Државама, односно 25. августа у Србији. Добио је помешане рецензије критичара и зарадио преко 77 милиона долара широм света.

## Радња
Мајк (Адам Девајн) и Дејв (Зак Ефрон) су браћа које су родитељи приморали да пронађу пратиље за венчање њихове сестре на Хавајима. Тражећи излаз из ове ситуације, они постављају оглас на интернет, који постаје права медијска сензација. Фантастичну прилику за авантуру на Хавајима са браћом, никако не желе да пропусте девојке Алис (Ана Кендрик) и Татјана (Обри Плаза) које се јављају на овај оглас. Међутим, да живот није увек онакав каквим сте га замишљали, доказује и то да Мајк и Дејв не добијају пратиље какве су очекивали.

## Улоге
| Глумац           | Улога         |
| ---------------- | ------------- |
| Зак Ефрон        | Дејв Стенгл   |
| Адам Девајн      | Мајк Стенгл   |
| Ана Кендрик      | Алис Дејвис   |
| Обри Плаза       | Татјана Дарси |
| Стивен Рут       | Берт Стенгл   |
| Стефани Фараси   | Роузи Стенгл  |
| Шугар Лин Бирд   | Џини Стенгл   |
| Сем Ричардсон    | Едик Хадл     |
| Алис Ветерлунд   | Тери          |
| Мери Холанд      | Беки          |
| Кумаил Нанџијани | Кијану        |
| Џејк Џонсон      | Рони          |
| Марк Марон       | Ренди         |
| Венди Вилијамс   | себе          |
| Бранском Ричмонд | шеф кухиње    |
| Клои Бриџиз      | Клои          |
| Лавел Крофорд    | Кит           |
| Ерик Грифин      | возач         |